# Shoji Ikitsu
Shoji Ikitsu (Fukuoka, 20 mei 1977) is een voormalig Japans voetballer.

## Carrière
Shoji Ikitsu speelde tussen 1996 en 1999 voor Avispa Fukuoka en Sagan Tosu.

## Statistieken
| Japan   | Japan          | Japan       | League | League | Emperor's Cup | Emperor's Cup | J-League Cup | J-League Cup | Totaal | Totaal |
| Seizoen | Club           | League      | Wed.   | Goals  | Wed.          | Goals         | Wed.         | Goals        | Wed.   | Goals  |
| ------- | -------------- | ----------- | ------ | ------ | ------------- | ------------- | ------------ | ------------ | ------ | ------ |
| 1996    | Avispa Fukuoka | J. League 1 | 0      | 0      |               |               | 0            | 0            | 0      | 0      |
| 1997    | Avispa Fukuoka | J. League 1 | 8      | 0      | 0             | 0             | 0            | 0            | 8      | 0      |
| 1998    | Avispa Fukuoka | J. League 1 | 3      | 0      |               |               |              |              | 3      | 0      |
| 1999    | Avispa Fukuoka | J. League 1 | 0      | 0      |               |               |              |              | 0      | 0      |
| 1999    | Sagan Tosu     | J. League 2 | 17     | 0      |               |               |              |              | 17     | 0      |
| Totaal  | Totaal         | Totaal      | 28     | 0      | 0             | 0             | 0            | 0            | 28     | 0      |